# Zakrzówek (Sainte-Croix)
Pour les articles homonymes, voir Zakrzówek.
Zakrzówek est une localité polonaise de la gmina de Skalbmierz, située dans le powiat de Kazimierza en voïvodie de Sainte-Croix.